# Battaglia di Mantinea (362 a.C.)
La battaglia di Mantinea fu combattuta nell'estate del 362 a.C. dagli Spartani e dagli Ateniesi, insieme a contingenti peloponnesiaci dell'Acaia e di Mantinea, contro l'esercito tebano di Epaminonda affiancato da contingenti provenienti dall'Arcadia, dalla Messenia e delle città di Sicione e Argo.

## Antefatto
Di fronte alla crescente opposizione ai Tebani, il cui dominio sulla Grecia era mal sopportato anche da alcuni dei popoli che, in precedenza, erano stati liberati dal giogo spartano dalla stessa Tebe, nel 362 a.C. Epaminonda decise di compiere una spedizione nel Peloponneso per sottomettere Mantinea, che si era opposta al predominio tebano sulla regione.
Epaminonda era a capo di un esercito composto da Beoti, Tessali ed Eubei, ai quali si era unita anche Tegea (la principale nemica di Mantinea); Mantinea, invece, aveva chiesto l'aiuto di Sparta e Atene, dell'Acaia e del resto dell'Arcadia. Insomma, tutta la Grecia era coinvolta in questo scontro.
Dopo aver saputo che un grande esercito spartano stava marciando su Mantinea, e che Sparta era praticamente indifesa, Epaminonda pianificò un'audace marcia notturna verso Sparta; il re di Sparta Archidamo, però, fu avvertito di questa mossa da una spia, probabilmente un corridore cretese, e quando Epaminonda vi arrivò, trovò la città molto ben guarnita. Dopo aver attaccato varie volte la città, Epaminonda capì di non averla colta di sorpresa e, visto che le truppe di Sparta e di Mantinea avevano marciato verso Sparta durante il corso del giorno, cessò l'assedio.
Quindi Epaminonda rimandò le sue truppe alla base di Tegea ed inviò la cavalleria a Mantinea, ma uno scontro con la cavalleria ateniese fuori dalle mura bloccò il contingente tebano; sapendo che il tempo concesso alla campagna stava volgendo al termine, e capendo che se si fosse ritirato senza sconfiggere i nemici di Tegea l'influenza tebana sarebbe notevolmente diminuita, Epaminonda decise di giocarsi tutto con una battaglia campale, vicino a Mantinea.

## Svolgimento

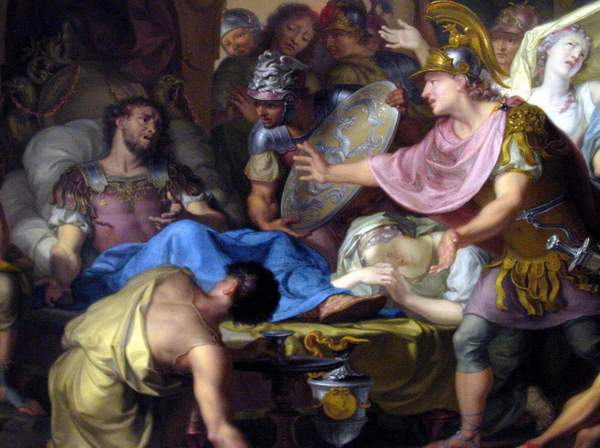
La morte di Epaminonda, di Isaak Walraven, 1726, Rijksmuseum, Amsterdam.

Quella che seguì, nella pianura davanti a Mantinea, fu la più grande battaglia tra opliti della storia greca. Epaminonda aveva l'esercito più consistente, con trentamila fanti pesanti e tremila cavalieri, mentre i suoi avversari avevano ventimila fanti e duemila cavalieri. Senofonte scrive che Epaminonda schierò l'esercito in ordine di battaglia, e poi lo fece marciare in colonna parallelamente alle linee nemiche, in modo che apparisse diretto altrove; a un certo punto, però, fece imbracciare le armi ai soldati in modo da far credere che l'esercito si preparasse per la battaglia; lo storico commenta che, "così facendo, indusse la maggior parte dei nemici ad allentare la propria prontezza mentale, e allo stesso modo a disunire i ranghi dello schieramento".
L'intera colonna tebana, che aveva marciato verso sinistra oltre la fronte dell'esercito nemico, tornò poi verso destra, in modo da poterlo affrontare. Epaminonda, che era stato a capo della colonna (ora l'ala sinistra), portò alcuni reparti di fanteria dall'estrema destra, dietro la linea di battaglia, per rinforzare l'ala sinistra: facendo questo, ripropose la sinistra rinforzata già messa in campo a Leuttra (questa volta costituita anche da tutti i Beoti, non solo dai Tebani come alla prima battaglia). Sulle ali pose consistenti forze di cavalleria rafforzate dalla fanteria leggera.
Epaminonda diede quindi l'ordine di avanzare, prendendo il nemico di sorpresa e causando un gran confusione nelle sue file, come prevedeva. I cavalieri tebani, posti sulle ali, respinsero la cavalleria di Atene e Mantinea; Diodoro dice che sul lato destro tebano la cavalleria ateniese, pur non essendo inferiore a quella nemica, non poteva sopportare i proiettili scagliati dalle truppe leggere tebane.
Nel frattempo, la fanteria tebana avanzava: Senofonte descrive suggestivamente il pensiero di Epaminonda: "[egli] portò avanti il suo esercito sulla prua, come una trireme, credendo che, se avesse potuto colpire e tagliare ovunque, avrebbe distrutto l'intero esercito dei suoi avversari." Come a Leuttra, alla debole ala destra fu ordinato di evitare il combattimento.
Nello scontro di fanteria gli avvenimenti rimasero per un po' incerti, ma poi l'ala sinistra dei Tebani sfondò la destra della linea spartana e l'intera falange nemica fu messa in fuga; tuttavia, al culmine della battaglia, Epaminonda fu ferito a morte e spirò poco dopo. Dopo la sua dipartita i Tebani e gli alleati non fecero nessuno sforzo per inseguire i nemici in fuga, perciò la battaglia si risolse senza una completa vittoria.

## Conseguenze
Senofonte, che finisce le Elleniche con la battaglia di Mantinea, racconta così i risultati del combattimento:
(Senofonte, Elleniche, VII, 5, 26-27)
La battaglia di Mantinea segnò la fine dell'egemonia tebana e l'inizio del declino militare della Grecia, che, ormai priva di grandi condottieri, nel 338 a.C. passò sotto il dominio macedone. Una delle conseguenze indirette della battaglia, in questo senso, fu il risentimento che gli Spartani nutrirono per i Tebani da quel momento in poi: fu per questo che, probabilmente, gli Spartani non parteciparono alla battaglia di Cheronea, che segnò la fine dell'indipendenza delle poleis.